# Стрекавин, Александр Алексеевич
Алекса́ндр Алексе́евич Стрека́вин (15 декабря 1899, Голодуша, Самолвовская волость — 1980) — советский художник, скульптор-монументалист. Член Союза художников СССР.

## Биография
Родился в крестьянской семье.
Участник Гражданской войны, с 1917 по 1923 год служил на Балтийском флоте (крейсер «Адмирал Макаров», лодка «Красное Знамя», эсминец «Амурец»), в РККА вступил добровольцем.
С 1923 по 1929 год учился на скульптурном факультете ленинградского Вхутеина. Ученик А. Т. Матвеева, но считал своим идейным предшественником бельгийского скульптора и художника К. Менье (1831—1905). По окончании два года отработал на заводе им. Козицкого слесарем. На производстве он собирал материал для будущих своих работ, лепил из пластилина небольшие фигурки рабочих в их труде: «В цехе», «Формовщик», «Литейщик», вырабатывает свою «линию творчества».
С 1931 года учился в аспирантуре, преподавал. С 1935 года участвовал в выставках.
В блокаду Ленинграда оставался в городе, был непосредственным участником и свидетелем военных событий, в 1944 году принял участие в выставке пяти работавших в блокаду Ленинграда художников в Русском музее (В. М. Конашевич, В. В. Пакулин, А. Ф. Пахомов, К. И. Рудаков и А. А. Стрекавин). Позднее, в феврале 1945 года, эти работы экспонировались в Москве. Летал в партизанский край Северо-Западного фронта, где делал зарисовки партизан.

## Известные работы
Красногвардейский патруль (1933).

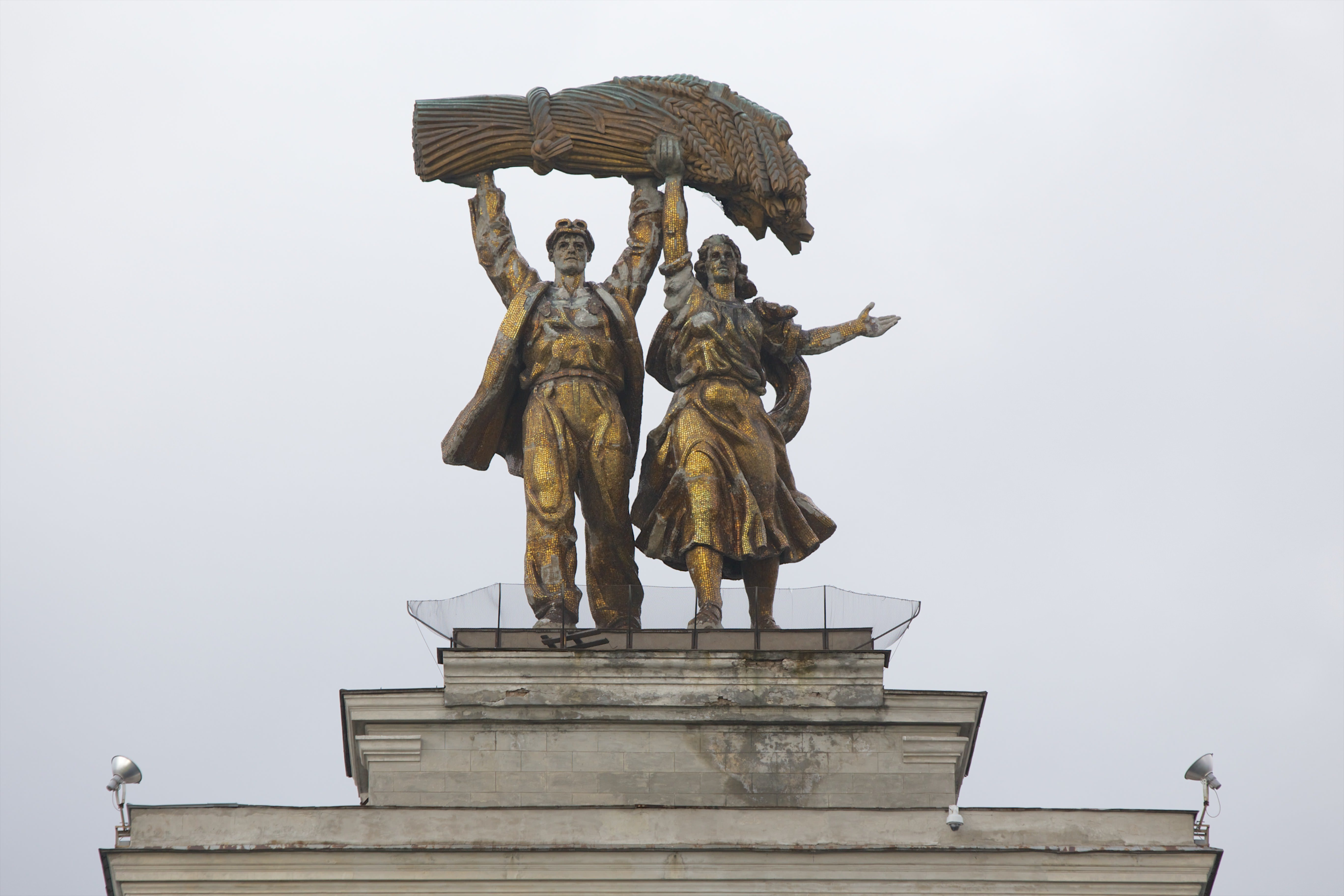
Тракторист и колхозница на ВСХВ

Тракторист и колхозница (1939, для ВСХВ совместно с Будиловым)
Станция Ленинградского метро «Балтийская» (1955, скульптурное оформление — портрет адмирала М. П. Лазарева)
Ваза «Физкультурный приз» с портретом Сталина для ЛФЗ.
«Сталевар» (1972, выколотка, медь, Магнитогорский металлургический комбинат).

## Награды
- Орден «Знак Почёта» (16 сентября 1939 года) — в связи с успешным окончанием работ по строительству Всесоюзной Сельскохозяйственной Выставки[7]